# Paramarbla lindblomi
Paramarbla lindblomi är en fjärilsart som beskrevs av Aurivillius 1921. Paramarbla lindblomi ingår i släktet Paramarbla och familjen tofsspinnare. Inga underarter finns listade i Catalogue of Life.